# اقتصاد و اجتماع

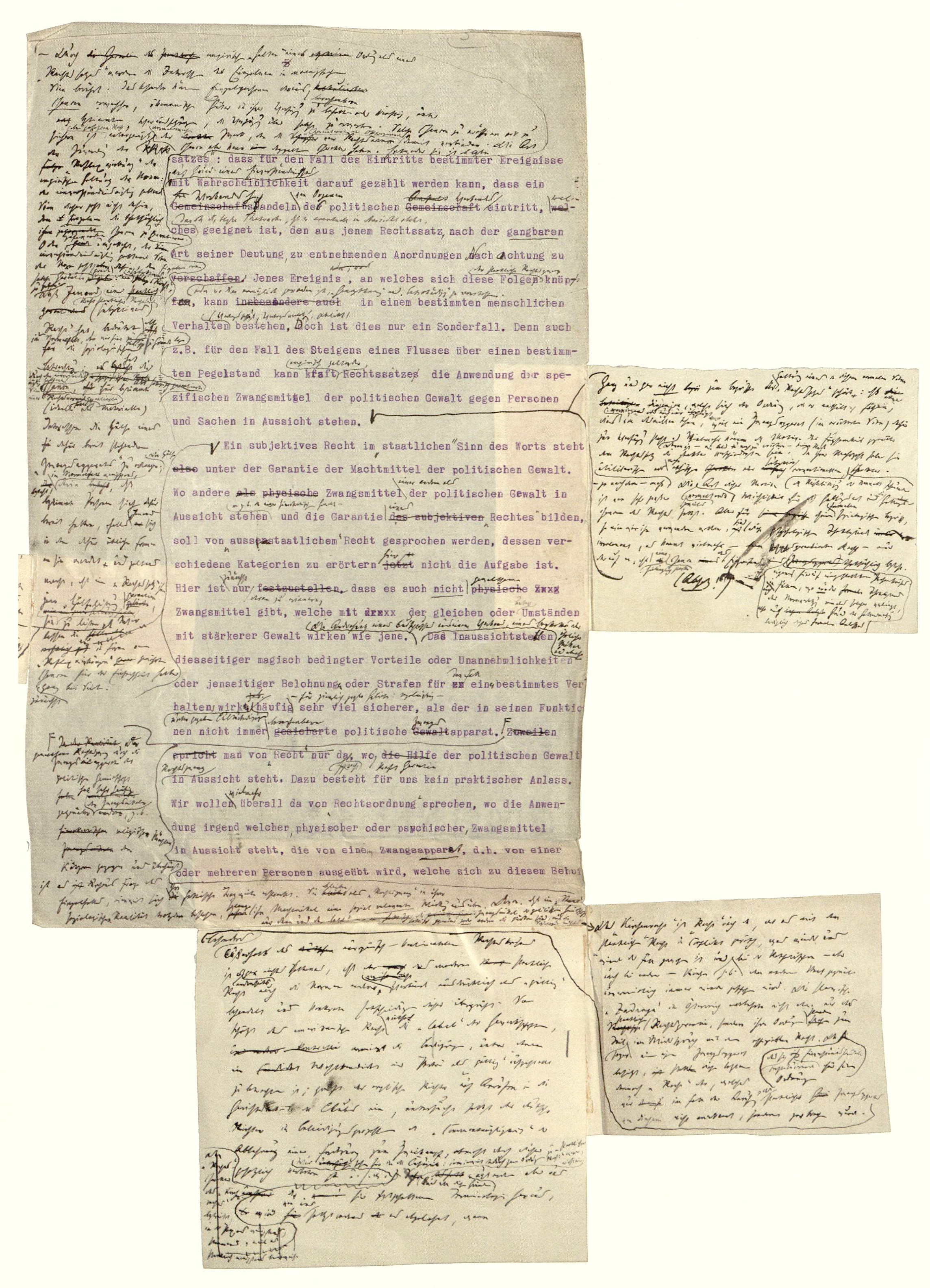
اقتصاد و اجتماع

اقتصاد و جامعه (به انگلیسی: Economy and Society) کتابی است مفصل از ماکس وبر که پس از مرگ نویسنده چاپ شده است. این کتاب همراهِ اخلاق پروتستانی و روح سرمایه‌داری مهم‌ترین کتاب‌های این دانشمند اجتماعی به شمار است. انجمن بین‌المللی جامعه‌شناسی این را مهم‌ترین کتاب علوم اجتماعی قرن بیستم شناخته‌است.

## متن
نوشتن اقتصاد و اجتماع از سال ۱۹۰۹ آغاز شد و تا ده سال پس از آن هیچ بخشی از این کتاب چاپ نشد. مرگ نویسنده به سال ۱۹۲۰ کار را متوقّف کرد اما کتاب دو سال بعد به کوشش همسر نویسنده در آلمان به چاپ رسید.

## به فارسی
- وبر، ماکس، ۱۳۸۴: اقتصاد و جامعه، مترجم عباس منوچهری و مهرداد ترابی‌نژاد و مصطفی عمادزاده، تهران: سمت، ۵۹۲ صفحه. 8-982-459-964-978.[۲]